# Amtsgericht Mühlhausen

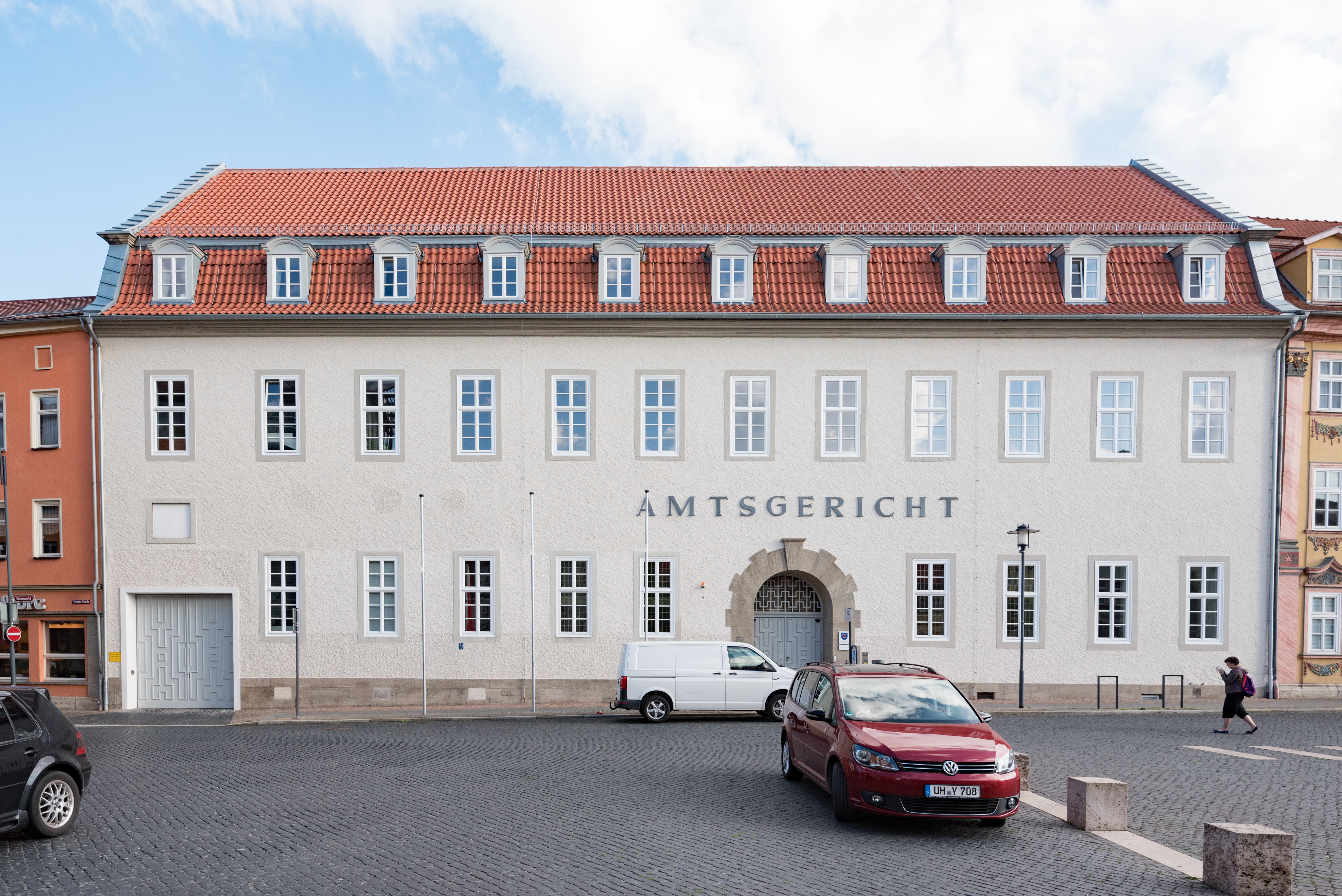
Gerichtsgebäude (2017)

Das Amtsgericht Mühlhausen ist ein Gericht der ordentlichen Gerichtsbarkeit und eines von vier Amtsgerichten (AG) im Bezirk des Landgerichtes Mühlhausen.

## Gerichtssitz und -bezirk
Sitz des Gerichtes ist Mühlhausen/Thüringen, die Kreisstadt des Unstrut-Hainich-Kreises. Der 930 km² große Gerichtsbezirk erstreckt sich auf den Unstrut-Hainich-Kreis mit 25 Gemeinden. In ihm leben rund 97.000 Menschen. In Bad Langensalza bestand bis zum 31. Dezember 2018 eine Zweigstelle. Zwangsversteigerungs-, Zwangsverwaltungs-, Schöffen-, Jugendschöffen- und Haftsachen bearbeitet das AG Mühlhausen auch für den Bezirk des Amtsgerichtes Heilbad Heiligenstadt, Landwirtschaftssachen für den gesamten Landgerichtsbezirk. Für die Führung des Handels-, Genossenschafts- und Partnerschaftsregisters ist das Amtsgericht Jena zuständig. Zentrales Mahngericht ist das Amtsgericht Aschersleben.

## Gebäude

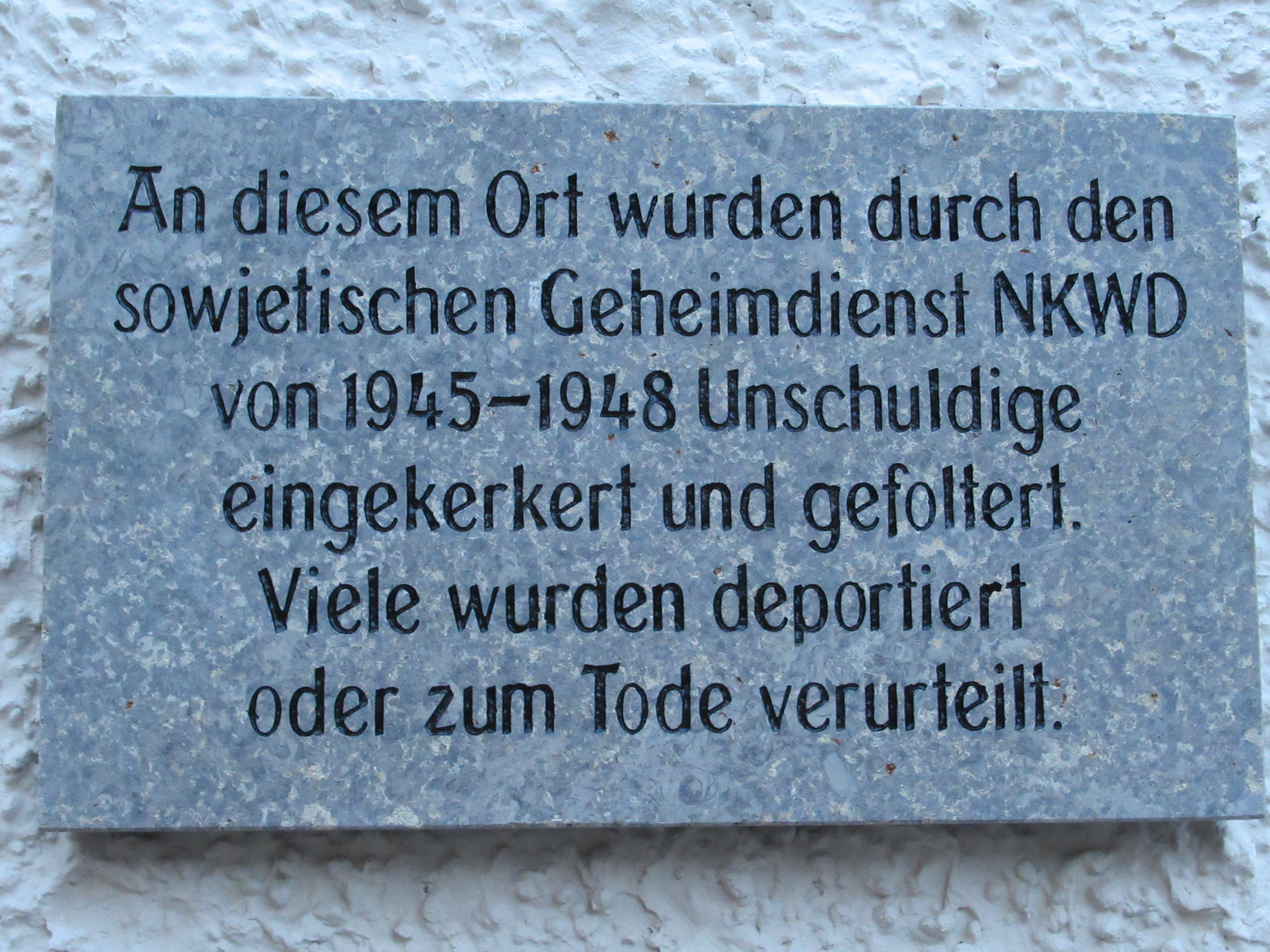
Tafel am Amtsgericht Mühlhausen (2018) mit Hinweis auf früheren Sitz des NKWD

Das Gericht ist im Gebäude Untermarkt 17 untergebracht. Das Gebäude des Amtsgerichtes war von 1945 bis 1948 Sitz des sowjetischen Geheimdienstes NKWD. Hier wurden Verhöre, Folterungen, Verurteilungen zu Deportationen und zum Tode durchgeführt. Eine Gedenktafel am Gebäude, rechts von der Toreinfahrt, weist darauf hin.

## Übergeordnete Gerichte
Dem AG Mühlhausen ist das Landgericht Mühlhausen übergeordnet. Zuständiges Oberlandesgericht ist das Thüringer Oberlandesgericht in Jena.